# 6.25 전쟁의 전쟁 고아

인천기계공업주식회사 대문 앞에 어린 아이가 주저앉아 울고 있다.

1950년부터 1953년까지 이어진 6.25 전쟁의 발발로 인해 촉발된 전쟁 고아는 약 10만여 명에 육박한다. 전쟁 기간 동안 한반도 전역에서 6.25 전쟁으로 인한 전쟁 고아가 속출했으며, 이들 전쟁 고아는 대한민국이나 조선민주주의인민공화국의 점령지에서 구조되어 보육원으로 옮겨져 탁아하거나, 해외로 입양되며 새로운 거처를 찾았다. 해외 입양 과정 중에서 홀트아동복지회, 월드비전과 같은 국제 및 국내의 아동 보호, 자선 전문 기관 등이 생겨나기도 했다.

## 대한민국의 전쟁 고아

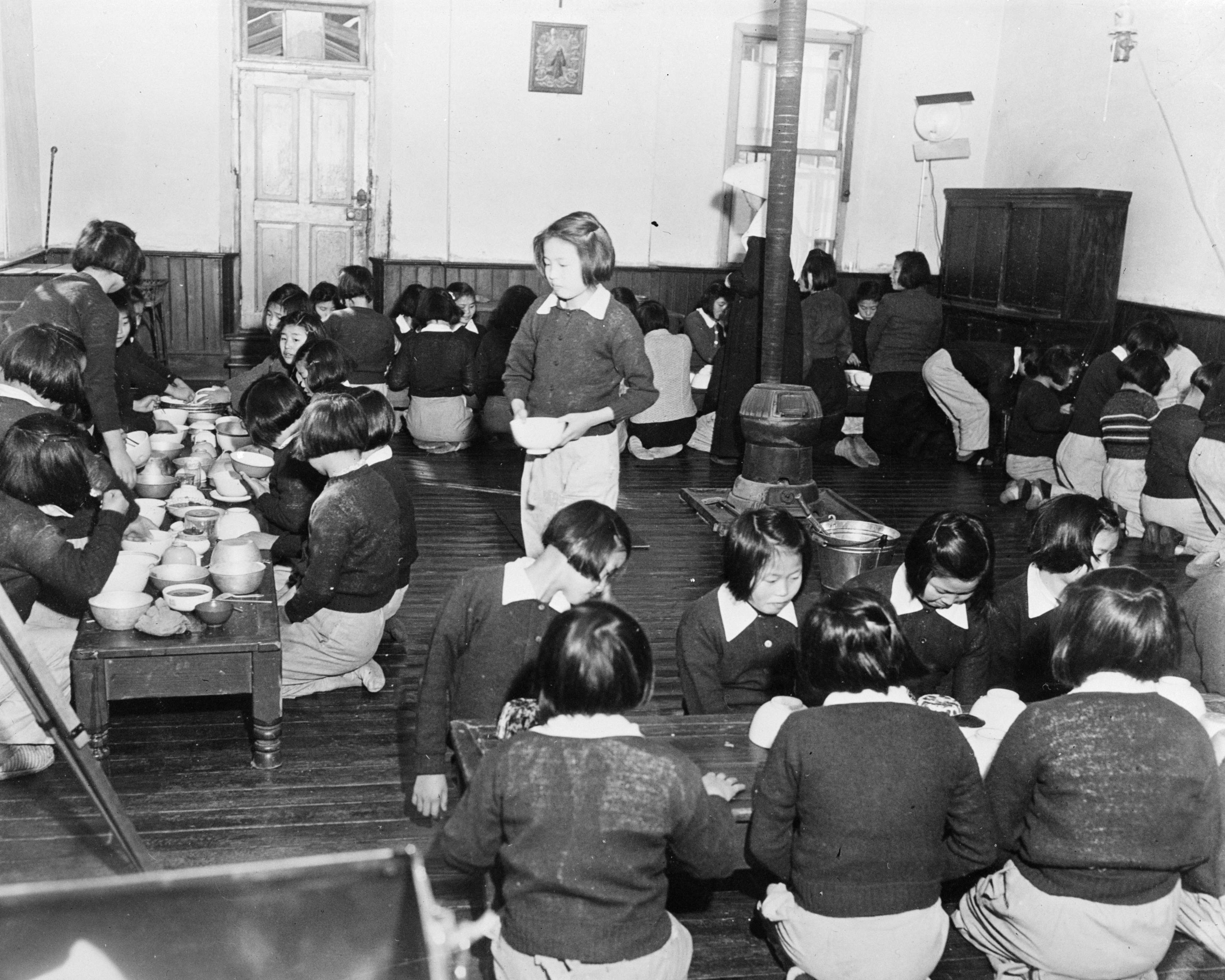
중앙 카톨릭 고아원에서 점심을 먹고 있는 아이들

대한민국의 전쟁 고아는 6.25 전쟁 당시 한국에서 구호활동을 펼쳤던 주한유엔민간원조사령부, 선교사 등을 통해 길러졌다. 주한유엔민간원조사령부(UNCACK)에 따르면 3만 5천 명 이상의 고아가 UNCACK를 통해 관리받았다고 서술되어 있으나, 이들의 관리 하에 벗어나 있던 아동들도 존재했다. 6.25 전쟁 이후였던 1955년에 나온 자료에 따르면, 보호할 가족을 잃은 아동들을 수용하는 시설은 434개로, 이들 시설에서는 4만 6천여 명의 아동을 수용한 것으로 밝혀져 있다. 1961년 집계에는 보호시설에 수용된 아동이 5만 5천 명 정도로,> 해당 통계는 친척으로 위탁되거나 독립적으로 생활한 이들을 포함한 수치는 아니기 때문에 상당한 수의 아동들이 한반도 내에서 전쟁 고아가 되었음을 나타낸다.
특히 혼혈 아동의 경우 상당수가 해외로 입양되었는데, 1955년부터 1961년까지 홀트아동복지회를 통해 해외로 보내진 입양 아동은 4185명으로 나타난다. 이 기간 태어난 혼혈 아동의 수가 5485명인데, 이들 중 적지 않은 수가 해외로 보내진 것이다. 특히 이 아동들의 경우 실제로는 고아가 아님에도 불구하고 단일 민족 주의로 인해 강제 입양된 경우도 있어 인권 침해의 소지가 있었다.

유엔이나 아동복지회 등을 통한 아동의 구출 및 보호도 이루어졌지만, 해외에서 파병된 유엔군에 의한 아동보호시설도 운영되었다. 6.25 전쟁 당시 주둔했던 터키의 군인들이 자국의 수도 이름을 따 '앙카라 고아원'을 경기도 수원시에에 건립해 잔류 터키군이 출국하는 1966년까지 운영되었고, 총 640여 명의 전쟁 고아들이 이곳에서 생활하곤 했다. 역시 6.25 전쟁에 강뉴 부대를 파병하였던 에티오피아군 역시 1953년 전쟁 고아들을 돌보는 '보화원'을 건립해 아동들을 위탁했다. 경기도 동두천에 세워진 보화원은 에티오피아군이 모두 철수하던 1965년까지 운영되어 아동들을 보호했다.

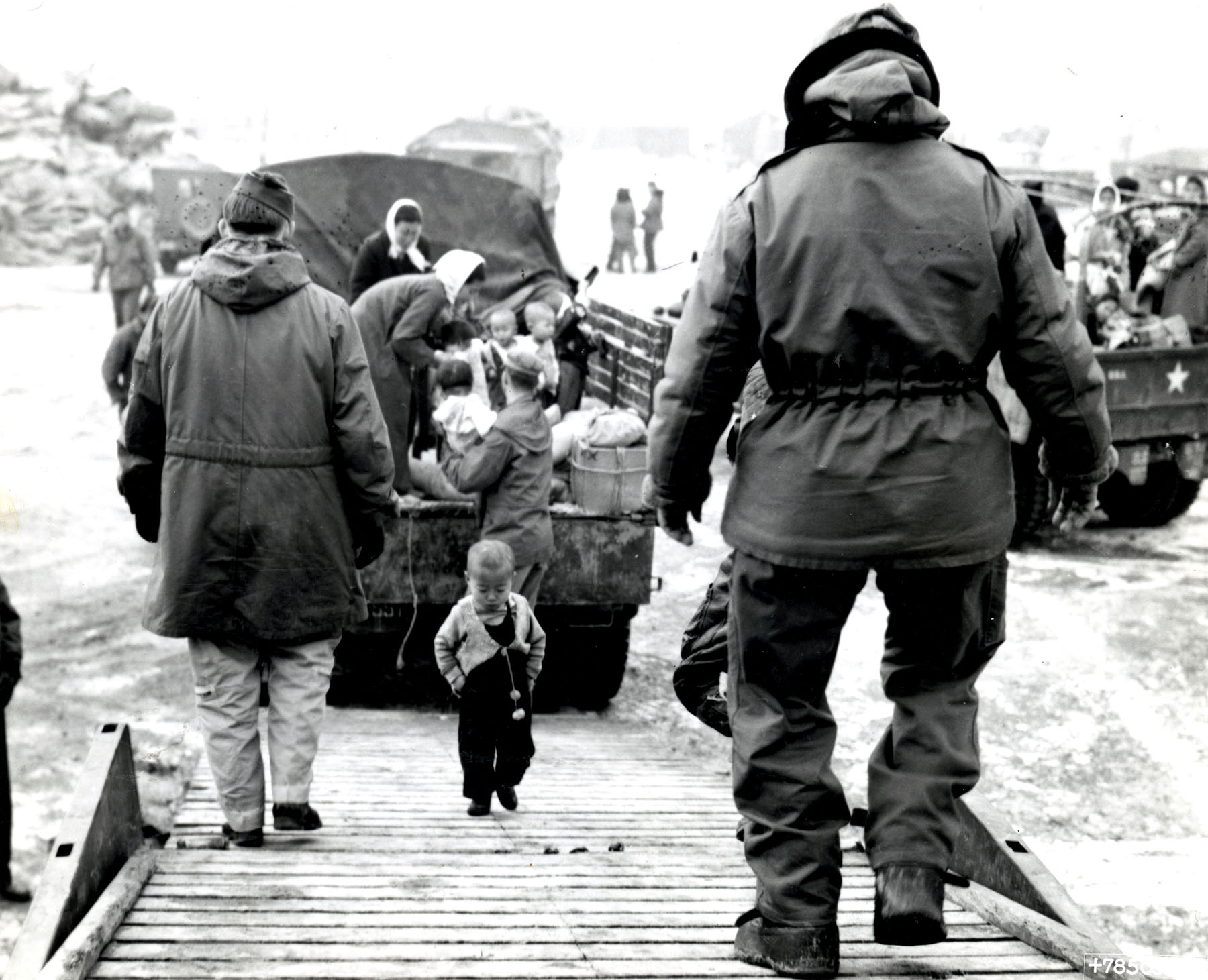
1.4 후퇴 당시 이른바 '유모차 상륙 작전'을 통해 제주도로 구출되고 있는 전쟁 고아들.

군사작전을 통해, 한반도 내의 전쟁 고아를 구출하기 위한 노력도 이어졌다. 딘 헤스 대령과 러셀 블레이즈델 군목 대령은 1.4 후퇴 당시 공군 수송기 15대를 동원해 서울에 잔존해 있던 950명의 전쟁 고아와 80명의 고아원 직원을 제주도로 대피시키는 이른바 유모차 상륙 작전을 전개하여 위험에 빠졌던 고아들을 구출해냈고, 이 공적으로 '전쟁고아의 아버지'로 불리며 기념비가 세워지는 한편 그의 일대기가 영화로 개봉하기도 했다. 리차드 위트컴 장군 역시 6.25 전쟁 이후 퇴역하여 '한미재단'을 설립한 뒤, 부산 지역에서 보육원과 고아원을 건립해 전쟁 고아들을 보호했다.
전쟁 고아가 된 아동들을 보호하기 위한 위탁시설도 전국 곳곳에서 세워졌다. 부산광역시의 첫 번째 복지시설인 기독교사회복지관은 임시 수도가 가동 중이던 1952년 미국 감리교 선교부가 건립하여 전쟁 고아와 피란민을 대상으로 구호 사업을 벌였고, 엔젤스헤이븐 역시 1959년 은평천사원이라는 이름으로 문을 열고 당시 서울 지역에 흩어졌던 전쟁 고아들을 수용했다. 다만 국립이나 사립으로 운영되었던 전쟁 고아를 보호하기 위한 위탁 시설에서 아동 학대 등의 인권 유린 문제가 벌어지기도 했는데, 국가가 6.25 전쟁 직후 일제강점기 당시 시설을 재활용하여 만든 경기도 부천군의 선감도(현재의 안산시 단원구 선감동)에 위치한 선감학원에서는 원아들을 대상으로 강제 노역 등을 자행하며 무고한 인명을 희생했다는 사실이 뒤늦게 밝혀지며 큰 논란이 되기도 했다. 매스컴 등이 선감학원의 인권 유린 실태를 폭로한 뒤에는 해당 지역에 선감역사박물관을 개관하고 선감이야기길을 개설하는 등 수용자들의 아픔을 조명하고 있다. 본디 전쟁 고아들을 수용할 목적으로 1961년 개원했던 형제복지원 역시 전쟁 고아뿐만 아니라 일반인을 납치한 뒤 강제 노역을 시키는가 하면, 살해 후 암매장하는 등 심각한 인권 유린 사건이 벌어져 사회의 공분을 샀다.

## 조선민주주의인민공화국의 전쟁 고아
조선민주주의인민공화국 지역에서 속출한 전쟁 고아는 대부분이 만경대혁명학원과 같은 국립시설에서 보호되었지만, 상당수가 위탁교육을 명목으로 동구권으로 보내졌다. 1952년부터 소비에트 연방의 주도로 동구권으로 보내진 전쟁 고아는 수치 상으로 5천여 명에 육박했으며, 루마니아에 2천 5백여 명, 폴란드에 천 4백여 명, 체코에는 7백여 명, 헝가리와 불가리아에 각각 500여 명이 위탁되었다. 실제로는 가장 많은 인원의 고아를 위탁했던 소비에트 연방에 관련 자료가 전무함에 따라 전문가들은 1만여 명 이상의 전쟁 고아들이 동구권으로 위탁된 것으로 파악하고 있다. 이들 지역의 아동들을 동구권으로 파견한 데에는 소련의 기획력이 뒷받침했는데, 이는 먼 타국의 고아들을 돌봐주는 유럽인의 모습을 연출하여 공산주의의 우수성을 알리려는 프로파간다의 목적이 있었기 때문이었다. 조선민주주의인민공화국 입장에서도 동구권의 최신 기술과 문화를 전쟁 고아들이 교육을 통해 습득하여 자국에서 활용하고자 하는 목적이 있었다. 그러한 이유로 인해 동구권으로 향한 전쟁 고아들이 각국에 도착하고, 수업을 받고, 뛰어노는 장면 등이 기록 영화로 보존되었다.
아동들은 전쟁의 위협이 있던 한반도에 비해 비교적 안전했던 동구권에서 보호받으며, 동행한 한국인 교사들과 현지의 교사들에게 수업을 받았다. 적응이 어려워 '한국 아이들끼리 채소를 길러다 김치를 해먹었다'는 회고가 있으나, 언어를 배우는 등 동구권에 적응한 이후에는 현지의 또래 친구들과 함께 수업을 받고, 놀이를 하는 등 평범한 학생으로의 일상을 보냈다. 현지로 파견된 조선민주주의인민공화국의 교사와 현지의 교사가 결혼하는 일도 있었을 정도로, 동구권에 위탁되었던 고아 등은 현지 생활에 크게 적응하게 되었다.
하지만 1950년대 중반 헝가리에서 1956년 헝가리 혁명이 벌어지는 등 민주화 바람이 불었고, 1956년 김일성이 동구권에 순방을 나가 전쟁 고아를 만났던 기간 조선민주주의인민공화국 내부의 연안파와 소련파 등이 주도해 8월 종파 사건으로 김일성을 실각하려는 시도가 벌어져 김일성이 급거 귀국하는 일도 벌어졌다. 또한, 조선민주주의인민공화국에서 헝가리로 파견된 유학생들 중 일부가 망명하려는 시도가 적발되기도 하여 유학생 전원을 귀국조치하는 등 상황이 좋지 않게 돌아갔다. 이에 따라 1956년부터 순차적으로 동구권을 비롯해 몽골에서 위탁교육을 받았던 전쟁 고아들을 송환하기 시작했다. 해당 아동들이 고국에 귀국한 후에는 편지 등이 전달되었으나, 당국의 검열 등으로 인해 1961년 이후로는 서신의 전달이 차단된 것으로 알려져 있다. 특히 조선민주주의인민공화국 사람과 결혼했던 동구권 사람들의 경우 현지 지역 내에 팽배하기 시작했던 제노포비아를 견디지 못하거나, 강제추방을 당하기도 하며 가족과 생이별하기도 했다.
전쟁 고아였던 이들 중 적지 않은 수가 어학 능력 등을 인정받아 조선민주주의인민공화국 내에서 요직을 차지하기도 했다. 위탁교육을 받은 국가로 발령이 나는 경우도 있었는데, 홍의표는 주폴란드 대사로 임명되기도 했고, 한경식 역시 폴란드대사관의 무관에 올라 두 국가의 연결고리 역할을 했던 것으로 전해진다. 한편 조선민주주의인민공화국 정부는 자국 전쟁 고아가 동구권으로 위탁 교육된 것에 대해 공식적으로 인정하지 않고 있어 위탁 교육을 받았던 아동들의 현황에 대한 파악이 불가능한 것으로 알려져 있다.

## 대중 문화에서
한반도에서 일어난 비극적인 사건이었던 6.25 전쟁으로 인해 전쟁 고아가 속출했기에, 특히 대한민국 내에서 전쟁 고아를 소재로 한 미디어가 적지 않게 나왔다. 딘 헤스의 고아 구출 작전을 바탕으로 한 본인의 자서전과 영화인 《전송가》는 1957년에 출간 및 개봉했다. 대한민국 내의 전쟁 고아를 다룬 영화로는 2016년에 전쟁의 상흔이 있는 아이들과 합창단을 꾸리는 내용의 영화 《오빠생각》이 평단의 호평을 받았으며, 2018년에는 터키 파병 군인이 홀로 남은 아이를 구출해내는 《아일라》 등이 개봉하여 이낙연 당시 국무총리가 영화관을 방문해 관람하기도 했다.
조선민주주의인민공화국의 전쟁 고아는 이념의 대립 등 특수한 상황으로 인해 다큐멘터리 영화나 시사기획의 소재가 되었다. 2004년에는 KBS의 다큐멘터리 프로그램 수요기획이 6.25 전쟁 54주년 기념으로 23일 《영원한 사랑-생이 다하는 날까지》의 방영을 통해 북한 교사와 국제결혼을 했으나 이별하게 된 루마니아 교사의 사연을 다뤘고, 다큐멘터리 영화로는 2018년 작품인 《폴란드로 간 아이들》과 2020년 작품인 《김일성의 아이들》이 대한민국에서 개봉하기도 했다. 
현대 미술에서도 전쟁 고아의 이야기를 재해석하려는 시도가 있다. 국립현대미술관 서울관은 전쟁 고아 등 6.25 전쟁의 이면을 담은 전시인 《낯선 전쟁》 기획전을 2020년 개최했다. 설치미술가인 강익중 역시 '유모차 구출 작전'을 바탕으로 한 모자이크 작품을 만들어 캠프 험프리스와 전쟁기념관에 순회전시를 했다.